# Прапор Карелії
Прапор Республіки Карелія є державним символом Республіки Карелія. Прийнятий Парламентом Республіки 24 березня 1993 року.

Прапор Карелії у 1920—1922 та 1941—1944 рр., зараз використовується як етнічний прапор карельського народу.

## Опис
Прапор Республіки Карелія створений на основі пізнього варіанта прапора Карело-Фінської РСР. Прапор Карелії являє собою прямокутне полотнище, що складається із трьох рівновеликих горизонтальних смуг — червоної, синьої й зеленої.
Червоний колір у ньому символізує пролиту кров (у пізньому варіанті прапора Карело-Фінської РСР червоний колір означав приналежність до СРСР); синій — карельські річки й озера; зелений — ліси Карелії.
Відношення ширини прапора до його довжини 2:3.